# Армия на Северна Македония
Въоръжените сили на Северна Македония са отбранителното звено на страната. Те са сформирани през 1992 година след обявяването на независимостта на страната и изтеглянето на югославските войски от територията ѝ. Македонските въоръжени сили по това време са разполагали единствено с четири повредени танка Т-34 от Втората световна война и съвсем малко преносими оръжия.

## Структура

### Сухопътни войски
Сухопътните войски са най-голямото звено на въоръжените сили. Състоят се от сили за бързо реагиране, сили за поддръжка и стратегически резерв. Силите за бързо реагиране са съставени от 1-ва и 2-ра бригади, както и бронетанков батальон с 31 танка Т-72. Стратегическият резерв има също две бригади – 3-та и 4-та и променлив брой по-малки части. Силите за поддръжка се делят на артилерийска част с 12 установки БМ-21, батальон за ПВО, рота за ЯХБ-разузнаване, сигнален и логистичен батальон, инженерен батальон, разузнавателна рота и жандармерийска рота.

### Военновъздушни сили
ВВС на Северна Македония се състоят от въздушно крило и сили за въздушна поддръжка. Въздушното крило включва боен ескадрила, транспортен ескадрон, батальон за ПВО, разузнавателен батальон и отряд за логистична поддръжка.

## Оборудване

### Сухопътни сили
- ОБТ Т-72 – 30 Т-72А и 1 Т-72АК;[3]
- БТР-70 – 60;[3]
- БТР-80 – 12;[3]
- БТР М-113 – 30;[3]
- БТР ТМ-117 – 114;[3]
- БТР-60П – 31;[3]
- МТ-ЛБ – 10;[3]
- БТР Леонидас-2 – 10;[3]
- БРДМ-2 – 10;[3]
- БМП-2 – 10;[3]
- Многоцелеви високопроходим джип Хъмви – 56;[3]
- РСЗО БМ-21 – 12;
- ПЗРК 9К32 Стрела-2 – 200;[4]
- ПЗРК 9К35 Стрела-10 – 1;[4]
- ПЗРК 9К38 Игла – 10;[4]
- Гаубици М101 – 18

### Военновъздушни сили
- Вертолет Ми-24 – 10;[5]
- Вертолет Ми-8 – 7;[5]
- Вертолет Бел UH-1 – 2;[5]
- Самолет Ан-2 – 1;[5]

## Наборна служба
Северна Македония отмени наборната служба през 2006 година. Македонската армия е първата в региона, която се състои изцяло от професионални войници.

## Конфликти

### Конфликт в Македония (2001)
Армията участва усилено в конфликта срещу бунтовниците от Албанската народоосвободителна армия, започнал в началото на 2001 г. Сблъсъците продължават през по-голямата част от годината, въпреки че жертвите и за двете воюващи страни са сведени до няколко дузина, според източници и от двете страни. Конфликтът е разрешен с подписването на Охридското споразумение през август 2001 г.

### Война в Афганистан
Северна Македония е изпратила 244 войници в Афганистан като част от ISAF в Афганистан. На 13 септември 2011, македонски сили биват заснети да се сражават заедно с американски войници докато успешно отблъскват талибанска атака в Кабул.